# Paul Hofmann (Gauleiter)
Paul Hofmann (* 24. August 1901 in Meißen; † 16. Oktober 1980 in Berlin-Wilmersdorf) war ein Freikorpskämpfer und Gauleiter der NSDAP.

## Leben
Nach Besuch der Volksschule und des Gymnasiums absolvierte er das Lehrerseminar in Dresden.
1919 meldete er sich zur Eisernen Division und wurde im Baltikum eingesetzt, anschließend beim sogenannten Grenzschutz Ost und im ostpreußischen Grenzschutz. Von 1920 bis 1930 gehörte er der Reichswehr an (zuletzt Oberschirrmeister).
Zum 1. November 1930 trat er in die NSDAP ein (Mitgliedsnummer 359.542) und wurde bereits einen Monat später Gaugeschäftsführer im Gau Magdeburg-Anhalt und Leiter der Ortsgruppe Dessau. 1931 wurde er zum Gauorganisations- und Gaupropagandaleiter ernannt und 1932 schließlich zum stellvertretenden Gauleiter.
Seit April 1932 war Hofmann Mitglied des Anhaltischen Landtages und im August erfolgte die Wahl zum Ersten Stadtrat von Dessau, der sich Bürgermeister nennen durfte. In dieser Funktion veranlasste er eine der ersten NS-Aktionen nach Hitlers Machtantritt gegen andersdenkende Schriftsteller und deren Bücher, als er am 6. Februar 1933 aus der Stadtbücherei von Dessau Werke von Erich Kästner, Leo Trotzki, Erich Maria Remarque, Max Hölz und Ludwig Turek entfernen ließ. Ferner habe Hofmann eine Liste mit allen kommunistischen und pazifistischen Büchern anfertigen lassen, sowie eine Vorschlagsliste nationaler Bücher, die stattdessen in die Stadtbücherei aufgenommen werden sollten.
Nachdem Gauleiter Wilhelm Friedrich Loeper im August 1932 zum Landesinspekteur ernannt worden war, übernahm Hofmann kurzfristig die Leitung des Gaues. Bereits im Dezember wurde die Landesinspektion wieder aufgehoben, Loeper wieder Gauleiter und Hofmann rückte wieder ins zweite Glied. Es folgten aber Differenzen mit Gauleiter Loeper, die dazu führten, dass Hofmann im März 1933 alle Partei- und sonstigen Ehrenämter niederlegte. Im April des gleichen Jahres trat er auch von seinem Bürgermeister-Posten zurück.
Am 1. November 1933 übernahm er eine Tätigkeit bei den NSBO-Junkerswerken in Dessau und am 1. Dezember 1934 arbeitete er im Zentralbüro der DAF. Später wurde er noch mal in Schutzhaft genommen.
Hofmann leitete in den 1950er Jahren die Berliner Dependance „Tatgemeinschaft freier Deutscher“, einen Bund rechtskonservativer Unternehmer, die sich für die Interessen von Bombengeschädigten und Vertriebenen einsetzten. 1953 gründeten er und seine Mitstreiter die Soziale Volkspartei (SVP), die später in Deutsche Soziale Volkspartei (DSVP) umbenannt wurde. Die SVP/DSVP trat 1954 zu den Abgeordnetenhauswahlen auf der Liste des Bund der Heimatvertriebenen und Entrechteten (BHE) an. Laut dem SED-Zentralorgan Neues Deutschland sei Hofmann am 30. November 1954 jedoch wegen „aktiver nazistischer Tätigkeit“ das aktive und passive Wahlrecht für drei Jahre entzogen worden. Nach der Wahl zum Abgeordnetenhaus fusionierten der BHE und die DSVP und Hofmann wurde stellvertretender Vorsitzender.